# أسبريلا
أسبريلا (بالبرتغالية: Christiano Luiz Rodrigues‏) هو لاعب كرة قدم برازيلي في مركز الدفاع، ولد في 4 مايو 1981 في ساو غونسالو دو سابوكاي في البرازيل. لعب مع باوليستا وبوتافوغو ريغاتاس وعثمانلي سبور وغريميو بورتو أليغرينزي ونادي غواراني ونادي غوياس ونادي فيغورينسي.